# Ministrowie budownictwa Australii

## Ministrowie pracy i budownictwa
- 1945–1946: Hubert Lazzarini
- 1946–1949: Nelson Lemmon
- 1949–1951: Richard Casey
- 1951–1952: Wilfrid Kent Hughes

## Ministrowie pracy
- 1952–1956: Wilfrid Kent Hughes
- 1956–1958: Allen Fairhall
- 1958–1963: Gordon Freeth
- 1963–1967: John Gorton
- 1967–1968: Bert Kelly
- 1968–1972: Reginald Wright
- 1972–1973: James Cavanagh
- 1973–1973: Les Johnson

## Ministrowie budownictwa
- 1963–1966: Les Bury
- 1966–1971: Annabelle Rankin
- 1971–1972: Kevin Cairns
- 1972–1973: Les Johnson

## Ministrowie rozwoju miejskiego i regionalnego
- 1972–1975: Tom Uren
- 1975–1975: John Carrick

## Ministrowie budownictwa i konstrukcji
- 1973–1975: Les Johnson
- 1975–1975: Joe Riordan
- 1975–1975: John Carrick

## Ministrowie środowiska, budownictwa i rozwoju miejscowego
- 1975–1976: Ivor Greenwood
- 1976–1977: Kevin Newman
- 1977–1978: Ray Groom

## Ministrowie konstrukcji
- 1975–1978: John MacLeay, Jr.
- 1978–1980: Ray Groom
- 1980–1982: Tom McVeigh

## Ministrowie budownictwa i konstrukcji
- 1978–1980: Ray Groom
- 1980–1982: Tom McVeigh

## Ministrowie transportu i konstrukcji
- 1982–1983: Ralph Hunt

## Ministrowie budownictwa i konstrukcji
- 1983–1984: Chris Hurford
- 1984–1987: Stewart West

## Ministrowie budownictwa i opieki nad starszymi
- 1988–1988: Peter Morris
- 1988–1990: Peter Staples

## Ministrowie służby lokalnej i zdrowia
- 1990–1991: Brian Howe

## Ministrowie zdrowia, budownictwa i służby lokalnej
- 1991–1993: Brian Howe

## Ministrowie małej przedsiębiorczości, konstrukcji i ceł
- 1991–1993: David Beddall
- 1994–1996: Chris Schacht

## Ministrowie budownictwa, samorządu lokalnego i służby społecznej
- 1993–1994: Brian Howe

## Ministrowie budownictwa i rozwoju regionalnego
- 1994–1996: Brian Howe

## Ministrowie budownictwa
- od 2007: Tanya Plibersek